# La viudita y el conde Cabra
La viudita y el Conde de Cabra es una obra dramática de Federico García Lorca.

## Argumento
Está basada en una hermosa y a la vez triste historia de amor que ocurrió en el siglo XVII, en la que el Conde de Cabra y la «viudita» se casan en secreto, aunque las estructuras sociales de la época hicieron inviable esta unión. Esta quedó en la memoria popular y dio lugar al nacimiento de una canción que es la que inspira a Federico García Lorca para escribir esta obra.
“...La Viudita, la viudita, la viudita se quiere casar
con el conde, conde de Cabra, conde de Cabra se casará.
Yo no quiero conde de Cabra, conde de Cabra, triste de mí
que a quien quiero solamente, solamente es a ti...”
Se trata de una obra juvenil del poeta Federico García lorca escrita en el año 1918, cuando el poeta contaba con apenas veinte años. Esta obra es "rescatada, puesta en escena y dirigida por Antonio Suárez Cabello en 1998 y representada por el grupo “Daeva”".